# Myrnohrad
Myrnohrad (tiếng Ukraina: Мирноград) là một thành phố của Ukraina. Thành phố này thuộc tỉnh Donetsk. Thành phố này có dân số theo điều tra dân số năm 2001 là 54787 người.